# Steel Pulse
Steel Pulse és un grup anglès de roots reggae de Birmingham que es va formar a la Handsworth Wood Boys School el 1975. Va ser el primer grup no jamaicà a guanyar el premi Grammy al millor àlbum de reggae, per l'àlbum Babylon the Bandit (1986).

## Discografia
| - Handsworth Revolution (1978) - Tribute to the Martyrs (1979) - Caught You (1980) - True Democracy (1982) - Earth Crisis (1984) - Babylon the Bandit (1986) - State of Emergency (1988) - Victims (1991) - Vex (1994) - Rage and Fury (1997) - African Holocaust (2004) - Mass Manipulation (2019) - Rastafari Centennial - Live in Paris (Elysee Montmartre) (1992) - Living Legacy (1998) - Reggae Greats (1984) - Smash Hits (1993) - Rastanthology (1996) - Sound System: The Island Anthology (1997) - Ultimate Collection (2000) - 20th Century Masters: The Millennium Collection: The Best of Steel Pulse (2004) - Rastanthology II: The Sequel (2006) - Love This Reggae Music: 1975–2015 (2016) - Short Circuit: Live at the Electric Circus (1977) (one track – Makka Splaff) - Hope & Anchor Front Row Festival (1978) (one track - Sound Check) - Urgh! A Music War (1981) | - Live from the Archives (1992) - Introspective (2005) - "Kibudu Mansatta Abuku" (1976) - "Nyah Luv" (1977) - "Ku Klux Klan" (1978) - "Prodigal Son" (1978) - "Prediction" (1978) - "Sound System" (1979) - "Reggae Fever" (1980) - "Don't Give In" (1980) - "Ravers" (1982) - "Your House" (1982) - "Steppin' Out" (1984) - "Reaching Out" (1988) - "Save Black Music" (1986) - "Taxi Driver" (1993) - "Bootstraps" (1994) - "Brown Eyed Girl" (1996) - "Global Warning" (2004) - "No More Weapons" (2004) - "Door of No Return" (2007) - "Put Your Hoodies On [4 Trayvon]" (2014) - "Stop You Coming and Come" (2018) - "Cry Cry Blood" (2019) |